# Frameless
Frameless war eine deutsche Pop-Rock-Band aus dem Westerwald.

## Geschichte
Bereits im Jahr 1999 legten Christian Bedersdorfer, Andreas Höhner, Uli Weber, Jan Hüsch und Markus Benner mit der Schulband Mental Sunrise den Grundstein für Frameless. Unter dem Namen M.S. konnten sich Christian und Co. auf regionaler Ebene einen sehr großen Bekanntheitsgrad erspielen. Durch den Gewinn mehrerer Nachwuchswettbewerbe konnte die Band zwischen 1996 und 1998 zwei Alben (Desire 1996, Nothing as it Seems 1998) herausbringen, ein drittes war in Vorbereitung. 1999 musste der damalige Drummer Markus Benner die Band aus privaten Gründen verlassen. Seine Nachfolge trat Dirk Oechsle an, der danach bis zur offiziellen Auflösung zur Band gehörte.
In den Jahren 1999 bis 2001 wurde es dann eher ruhig um M.S. 2001 wurde aus der Schulband dann schließlich „Frameless“. 2004 gab es erneut einen Wechsel in der Bandbesetzung: Andreas Höhner, Gitarrist der Band, musste u. a. aufgrund seines Studiums seine Zusammenarbeit mit Frameless aufgeben. Seine Nachfolge trat Björn Müller an.
Die erste bekannt gewordene Single (Herbst 2003) heißt Wiser. Weitaus größere Bekanntheit erreichte die Band allerdings mit den Liedern I Try, der in einer Škoda-Werbung zu hören war, Hooray, dem Titelsong des Kinofilms Back to Gaya und Black and White, dem Lied der deutschen Nationalmannschaft zur Fußball-Europameisterschaft 2004 in Portugal. Nach diesem Erfolg innerhalb kürzester Zeit wurde es um die Band stiller. Am 17. Dezember 2007 gab die Band ihre Auflösung bekannt.

## Sonstiges
Oliver Pocher nahm 2006 die deutsche Version des Liedes Black and White auf und schaffte damit einen Top-Ten-Erfolg.

## Diskografie

### Studioalben
- 2004: Leave It All Behind
- 2005: Closing Circle

### Singles
- 2004: Wiser
- 2004: Hooray
- 2004: I Try
- 2004: Black & White (feat. The German Football Fans)